# Laurent Colombatto
Laurent Colombatto, né le 13 novembre 1978 à Champagnole, est un coureur cycliste français. Durant sa carrière, il participe à des compétitions sur route, en cyclo-cross et en VTT.

## Biographie
Laurent Colombatto a été licencié au CC Revermont, à l'AC Bisontine et au VCC Morteau-Montbenoît,. Spécialiste du cyclo-cross, il est devenu champion régional de Franche-Comté à trois reprises. Il est également sélectionné à plusieurs reprises en équipe de France, notamment pour le championnat du monde de cyclo-cross 2010, où il s'est classé vingt-troisième. Sur route, il a remporté le Tour du Jura en 2012. 
Il met un terme à sa carrière cycliste à l'issue de la saison 2018. 

## Palmarès

### Palmarès sur route
- 2005
  - 2e du Prix du Saugeais
- 2006
  - Transversale des As de l'Ain
- 2007
  - 3e du Prix de Saint-Amour
- 2008
  - 2e du Grand Prix des Carreleurs
  - 2e du Prix du Saugeais
- 2009
  - Prix du Saugeais
  - 3e du Tour du Jura
  - 3e de la Ronde mayennaise
- 2010
  - 4e étape du Tour du Jura
- 2011
  - 4e étape du Tour du Jura
- 2012
  - Tour du Jura
- 2013
  - 3e du Prix du Saugeais

### Palmarès en cyclo-cross
- Champion régional de Franche-Comté en 2008, 2009 et 2010 (2e en 2000, 2002, 2003, 2004, 2011, 2012 et 2014)